# Ľudovít Rajter starší
Ľudovít Rajter (28. dubna 1880 Rajka – 26. září 1945 Bratislava) byl slovenský regenschori, sbormistr a hudební skladatel.

## Život
Studoval na Učitelském ústavu v Bratislavě. Po maturitě v roce 1898 působil jako učitel evangelické školy v Pezinku a od roku 1910 v Bratislavě. Byl regenschorim evangelického církevního sboru. V letech 1912–1922 řídil v Bratislavě dělnický pěvecký soubor Liedersfreiheit a nějaký čas i sbor Typografia. S těmito sbory uvedl kantáty Johanna Sebastiana Bacha, Heinricha Schütze a Johanna Pachelbela jakož i některé části velkých oratorních děl Georga Friedricha Händela.
Jeho syn Ľudovít Rajter (1906–2000) se stal významným slovenským dirigentem a hudebním skladatelem.

## Dílo
Skladatelské dílo Ľudovíta Rajtera staršího je převážně církevního charakteru. Komponoval kantáty s biblickými náměty a sbory. Složil také hudbu k rozhlasové hře pro děti.